# Justizamt Seckenburg
Das Justizamt Seckenburg war bis 1849 ein preußisches Gericht mit Sitz in Seckenburg.

## Geschichte
In Seckenburg bestand das Amt Friedrichsgraben oder Amt Seckenburg. Während die anderen Justizämter in Ostpreußen bis 1838 in Land- und Stadtgericht umgewandelt wurden, blieb das Justizamt Seckenburg und das Justizamt Skaisgirren bis 1849 bestehen. Sein Gerichtsbezirk umfasste 1837 59 Ortschaften mit 6302 Gerichtseingesessenen. Am Gericht waren ein Justizamtmann und drei weitere Mitarbeiter beschäftigt. Es war ein Gericht 2. Klasse im Sprengel des Oberlandesgerichts Insterburg. Nach der Märzrevolution wurden 1849 einheitlich Kreisgerichte gebildet. In Seckenburg entstand die Gerichtskommission Seckenburg des Kreisgerichts Kaukehmen.